# Хлодоальд

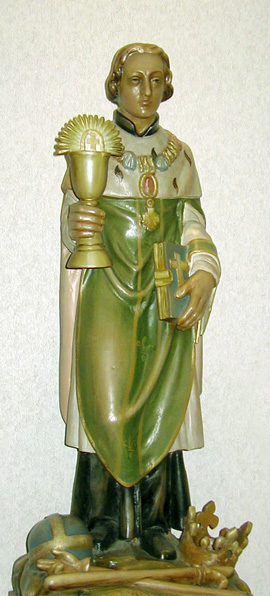
Статуя Святого Клода в больнице Святого Клода

Хлодоальд, Клодоальд, святой Клод (Chlodovald; ок. 520 — 7 сентября 560) — третий и младший сын короля из династии Меровингов Хлодомира и его супруги Гунтеки.
После насильственной смерти своего отца в 524 году малолетний Хлодоальд вместе с двумя также малолетними братьями Теодебальдом и Гунтаром был отправлен к бабушке Хродехильде.
Их дяди, Хлотарь и Хильдеберт, хотели разделить наследство своего брата и поэтому закололи Теодебальда и Гунтара, опасаясь их претензий на часть наследства отца. Хлодоальд успел бежать, спасённый верными друзьями отца, и устранился от борьбы, став священником.
Хлодоальд спас свою жизнь, отказавшись от претензий на власть, в знак чего сам остриг свои длинные волосы, которые он носил как действующий принц Меровингов. Позднее Хлодоальд стал основателем и святым покровителем известного монастыря в Сен-Клу под Парижем.